# Braty – ostannja spovid
Braty – ostannja spovid (Брати. Остання сповiдь, "bröder – sista boten") är en ukrainsk dramafilm från 2013 i regi av Viktoria Trofimenko. Den handlar om två ålderstigna bröder som lever isolerat i Karpaterna, förbittrade efter en tvist i det förgångna, och tävlande om vem av dem som kommer att leva längst. En kvinna som skriver på en bok om Sankt Kristoffer lär känna de två männen. Torgny Lindgrens roman Hummelhonung är förlaga till filmens manus.
Filmen hade ukrainsk premiär 18 september 2013. Den visades i huvudtävlan vid Moskvas internationella filmfestival 2014.

## Medverkande
- Natalka Polovynka som författarinnan
- Oleh Mosyjtjuk som gamla Vojtko
- Mykola Bereza som unga Vojtko
- Viktor Demertasj som gamla Stanislav
- Roman Lutskij som unga Stanislav
- Veronika Sjostak som Yvha

## Mottagande
Clarence Tsui skrev i The Hollywood Reporter att filmens starka bildspråk och tematik kunde ha gjort den till en succé på den internationella filmfestivalscenen, men att dess framgångar har uteblivit utanför Östeuropa. Tsui skrev: "Dess oförmåga att fånga uppmärksamheten hos programsättare från Västeuropa och Nordamerika ligger i berättartekniker som gör filmen lika uppsvälld som de två överviktiga bröderna i dess mitt."